# Helheim

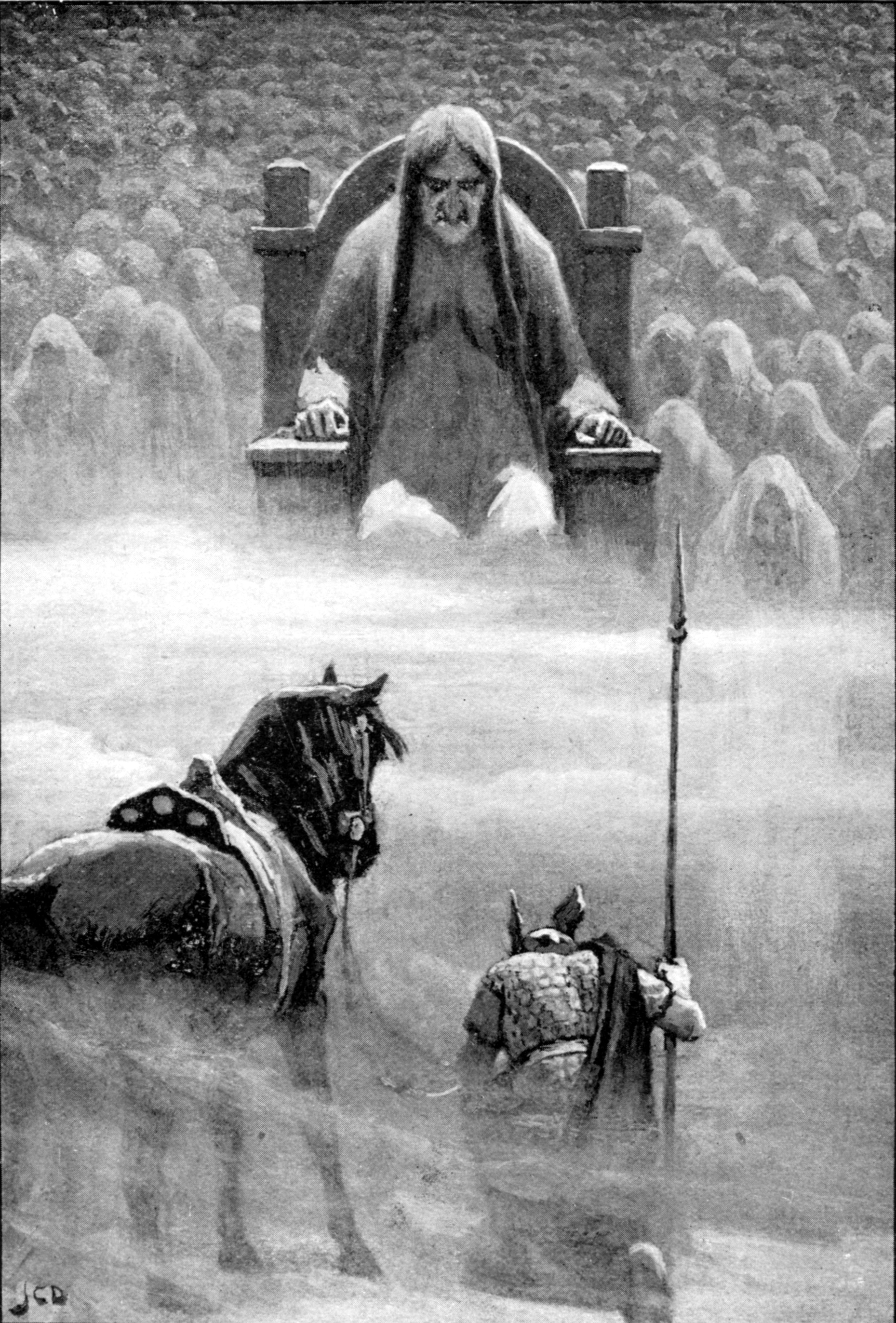
Hermóðr ante Hela
Mitos del pueblo nórdico en los Eddas y en las sagas,
de H. A. Guerber.

Helheim o Hel es conocido como el reino de la muerte y se encuentra en la parte más profunda, oscura y lúgubre del Niflheim, uno de los nueve mundos del Yggdrasil, en la mitología nórdica. Está gobernado por Hela, Diosa de la muerte, e hija de Loki, y su entrada es custodiada por un perro conocido como Garm. Helheim y Niflheim suelen relacionarse como el mismo mundo, pero esto no es así: Niflheim es el reino del frío, el hielo y la oscuridad, principalmente, y, aunque también son propias en él, la muerte y la perdición, donde se dan estas dos últimas específicamente es en Helheim, la capital de la muerte (por decirlo de alguna manera).
En este mundo terminaban los que habían muerto por enfermedad o vejez, y una vez se entraba en él ni siquiera los dioses podían salir, a causa del interminable, inagotable e intransitable río Gjöll, que lo rodeaba.
Por supuesto todos los criminales irán al Helheim, pero para estos hay unas áreas especiales dentro del Helheim.
El Nastrand (playa de cadáveres), también conocido como Naströnd y Nastrandir, es una sala dentro del reino de Hel donde irán las almas de las personas viles, los asesinos, los perjuros y los mentirosos notorios. También en Nastrand como en el resto del Helheim el sol nunca brilla y los puertos de la sala se abren todos hacia el norte. Las paredes están cubiertas con serpientes que miran todas hacia adentro, escupen sin parar veneno así que esto fluye en torrenciales por la sala y llena todo con vapores venenosos.
El Nastrand tiene similitud con el infierno, según las creencias cristianas y católicas
El término "Hell" (infierno en inglés) es un derivado de Hel o Helheim.